# Maksimalni potop podmornice
Maksimalni potop podmornice je eden od osnovnih konstrukcijskih parametrov pri načrtovanju in gradnji podmornic, ki določa, kako globoko lahko podmornica deluje. Določa ga trdnost trupa, ki varuje notranjost, kjer mora biti normalen zračni tlak, da lahko v njej prebiva posadka, s potapljanjem v večje globine se torej povečuje sila na trup od zunaj in ga zmečka, če podmornica preseže maksimalno dovoljeno globino. Silo, ki jo trup prenese, lahko konstruktor poveča s povečanjem trdnosti, vendar hkrati eksponentno naraščata teža podmornice (trdnost se običajno povečuje z debelino kovinskega oboda trupa) in cena izdelave. Zato so le najbolj specializirane podmornice grajene za doseganje ekstremnih globin. Poleg tega pogosto potapljanje do velikih globin zaradi deformacij trupa krajša življenjsko dobo plovila, zato je običajno omejeno na manevre v sili, večino časa pa podmornica deluje na manjših globinah.
Konstruktorji podmornic običajno navajajo naslednje mere v zvezi z maksimalnim potopom:
- načrtovana globina (design depth): izračunana iz debeline trupa, izpodriva in sorodnih faktorjev ter podana v specifikacijah podmornice; ker je v izračunih upoštevana toleranca napake, je praviloma manjša kot dejanska globina, ki bi povzročila sesedanje trupa.
- preskusna globina (test depth): globina, do katere so plovilo preskusili pred predajo v operativno rabo in največja globina, na kateri je podmornici dovoljeno pluti v normalnih razmerah; za podmornice ameriške vojne mornarice je to dve tretjini načrtovane, za podmornice Kraljeve vojne mornarice 4/7 načrtovane in za podmornice nemške vojne mornarice polovica načrtovane globine.
- največja operativna globina (maximum operating depth, tudi never-exceed depth): največja globina, do katere se je dovoljeno kapitanu potopiti, tudi v boju.
- globina zmečkanja (crush depth ali collapse depth), globina, pri kateri dejansko pride do sesedanja (implozije) trupa.